# Malcidae

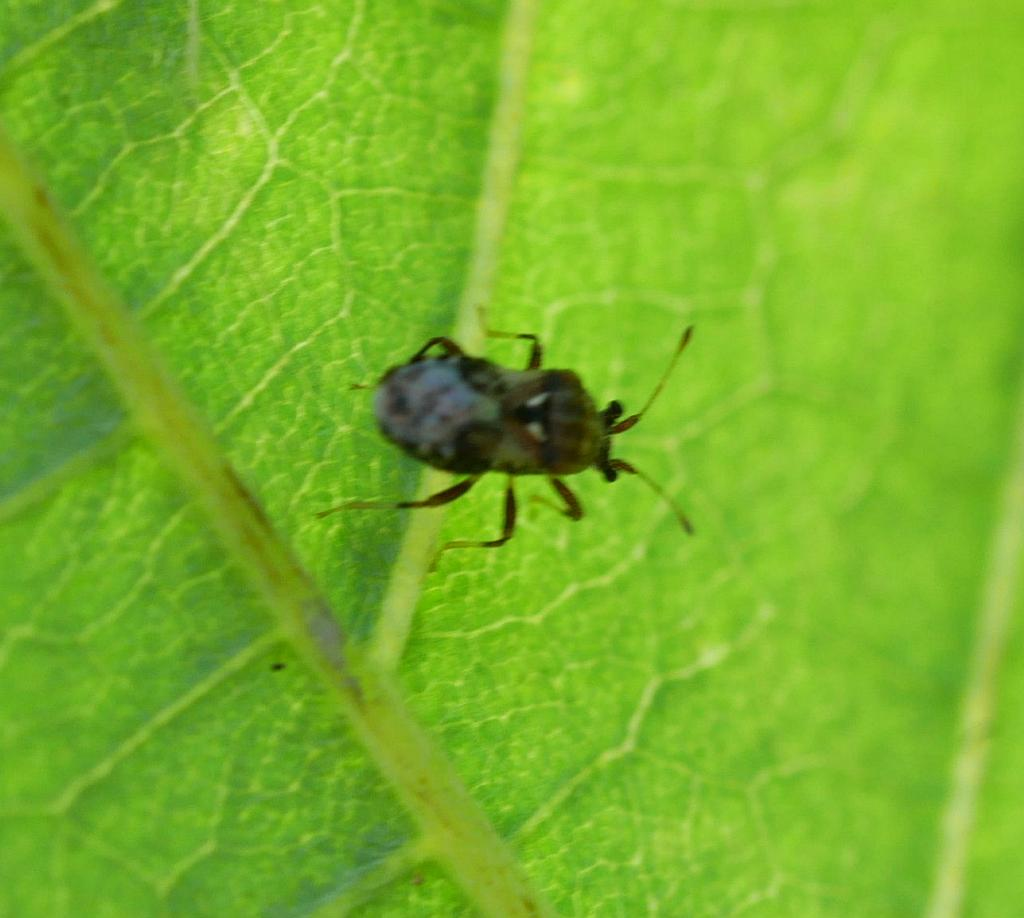
Chauliops fallax

Malcidae – rodzina pluskwiaków z  podrzędu różnoskrzydłych i nadrodziny Lygaeoidea. Obejmuje około 50 opisanych gatunków. Rozprzestrzeniona jest w krainach: orientalnej, etiopskiej i palearktycznej.

## Morfologia
Pluskwiaki te osiągają około 3–4 mm długości ciała. Jego forma jest krótka i przysadzista u Chauliopinae, natomiast dość mocno wydłużona u Malcinae. Powierzchnię ciała porastają szczecinki gruczołowe o kształcie łuskowatym lub zakrzywionym. Głowa ma ustawienie silnie opadające ku dołowi. Wyposażona jest w oczy złożone (u Chauliopinae umieszczone na słupkach), jak i przyoczka. Bukule są dużych rozmiarów. Czułki osadzone są powyżej wysokości środka oczu złożonych, u Malcinae na zredukowanych wzgórkach, a u Chauliopinae na dużych, pokrytych kolcami guzach. Użyłkowanie półpokryw odznacza się obecnością pięciu nierozgałęzionych żyłek na zakrywce. Wszystkie pary odnóży mają stopy zbudowane z trzech członów. Odwłok pozbawiony jest wewnętrznych laterotergitów i ma sternity od drugiego do piątego zrośnięte, o trichobotriach osadzonych na główkowatych wzgórkach (brak trichobotriów na sternicie czwartym). Przetchlinki na segmentach od drugiego do szóstego ulokowane są po grzbietowej stronie. Krawędzie segmentów odwłokowych od piątego do siódmego w większości przypadków są wyraźnie rozszerzone i rozpłaszczone. Samica ma całobrzegi siódmy sternit, lancetowate pokładełko, a przewód jej spermateki jest często wydłużony.
Składane przez te pluskwiaki jaja są kwadratowe w przekroju poprzecznym, a w przypadku Malcinae charakteryzują się także trzema buławkowatymi wyrostkami mikropylowymi. Larwy mają parzyste ujścia grzbietowych gruczołów zapachowych odwłoka zlokalizowane między tergitami czwartym i piątym oraz między piątym i szóstym, a u Malcinae także między trzecim a czwartym. U Malcinae ciało larw pokrywają liczne kolce.

## Ekologia i występowanie
Biologia i ekologia tych owadów są słabo zbadane. W przypadku Chauliopinae stwierdzono żerowanie na psiankowatych oraz na soi warzywnej. Malcinae zbierano m.in. z liści bananów.
Przedstawiciele rodziny występują tylko w Starym Świecie. Zamieszkują krainę orientalną, etiopską i wschodnią część Palearktyki. Pavel Štys w 1963 roku jako centrum ich występowania wskazywał Mjanmę i okoliczne góry, jednak od tego czasu opisano około 30 nowych gatunków, głównie z Azji Wschodniej i Południowo-Wschodniej. W Europie oraz całej zachodniej Palearktyce stwierdzono je jednokrotnie na podstawie pojedynczego okazu Malcus elongatus, odłowionego w 1986 na Krecie. Nie jest jasne, czy było to jednorazowe zawleczenie, czy też gatunek ten utworzył tamże stabilną populację.

## Taksonomia i ewolucja
Takson ten wprowadzony został w 1862 roku przez Carla Ståla pod nazwą Malcida. Nazwy Malcinae po raz pierwszy użył Géza Horváth w 1904 roku. Przez dłuższy czas takson ten klasyfikowany był w randze podrodziny w obrębie szeroko rozumianych zwińcowatych, sporadycznie w obrębie Colobathristidae. W randze odrębnej rodziny Malcidae sklasyfikował je w 1967 roku Pavel Štys, włączając w ich skład dwie podrodziny: Malcinae i Chauliopinae. Thomas J. Henry w 1997 roku opublikował wyniki analizy filogenetycznej infrarzędu, według których Malcidae tworzą z Ninidae, Colobathristidae i smukleńcowatymi klad siostrzany dla wzdęcielowatych.
Do rodziny tej należy około 50 opisanych gatunków. Jej podział przedstawia się następująco:
- podrodzina: Chauliopinae
  - Chauliops Scott, 1874
  - †Eochauliops Camier et al., 2019
  - Neochauliops Stys, 1963
- podrodzina: Malcinae
  - Malcus Stal, 1859

W zapisie kopalnym rodzina znana jest z wczesnego eocenu, dzięki inkluzji z francuskiego bursztynu z Oise.